# Roosters Romagna
I Roosters Romagna sono una squadra di football americano con sede a Faenza, militante nel campionato di Seconda Divisione della FIDAF. Hanno vinto il Campionato Italiano Football a 9 2022. 

## Storia
Nascono nel 2014 a Faenza con la denominazione "Broncos Faenza", facendo confluire al loro interno giocatori di squadre limitrofe. 
Come Broncos Faenza hanno partecipato all'Italy 9 Championship 2015 e alla Spring League IAAFL 2016, primo livello dei campionati organizzati dall'EPS IAAFL Italia (AICS). Nell'Italy 9 Championship 2015 hanno vinto il Girone C, con tre vittorie e una sconfitta. Nello stesso anno diversi loro atleti hanno partecipato ai camp degli Atleti Azzurri d'Italia (nazionale a 9) giocando anche l'amichevole con la squadra marocchina.
Nel 2016 i Broncos Faenza sono insigniti dalla AICS e dall'On. Bruno Molea del titolo di Ambasciatori per la AICS del football americano. Nel corso dell'anno affrontano diverse amichevoli vincendo due volte contro i Buccaneers Comacchio (vincendo il primo Trepponti Bowl e il primo Niballo Bowl). Sono sconfitti in trasferta dai Guerrieri d'Ajaccio in Corsica. Partecipano alla Spring League IAAFL 2016 vincendo il girone B senza sconfitte. Sono battuti in semifinale dalla Academy Bobcats.
Per la stagione 2017 i Broncos Faenza e i Titans Romagna di Forlì uniscono le forze e diventano Broncos Titans Romagna (sotto gestione Titans) e si iscrivono al campionato 2017 di Terza Divisione FIDAF. Nella stagione 2017 i Broncos Titans Romagna chiudono al terzo posto del girone G del campionato di terza divisione Fidaf. I giocatori Salvatore Matacena, Ilario Cavaliere, Lorenzo Neri, Alessio Ponti e Carlo Pirazzini vengono selezionati per partecipare a una partita contro la squadra di college dei Georgetown Southwestern University Pirates assieme alle Aquile Ferrara e a diverse squadre del territorio emiliano-romagnolo. Ilario Cavaliere e Gianmarco Ragazzini partecipano al All Star Game FIDAF di Terza Divisione nel Team South, vincendolo. I giocatori Master (over 45) Fabrizio Amadori, Paolo Lazzari e Massimo Zecchini vincono il Master Bowl assieme alla squadra Old Boys.
Per la stagione 2018 la squadra è stata guidata da Francesco Sclafani. La stagione 2018 si conclude con una sola vittoria, ma con la soddisfazione di veder convocato all'All Star Game di Terza Divisione Enrico Casini nel team South.
Nel gennaio 2019, l'atleta Carlo Del Mar Pirazzini ha fatto parte del Team Europe IAAFL, partecipando al primo campionato Panamericano di football americano in Cile. Il team si è qualificato terzo. Per la stagione 2019 il team si rinnova e vede l'entrata nel coaching staff di Stefano Campana e Massimiliano Neri rispettivamente come coach di attacco e difesa e di coach Luca Brunetti come Head coach. Nell'anno 2019 ci sono da segnalare le prestazioni in campo francese dei giocatori Ascari, Ingrosso, Farneti e Marinaro per il secondo Transalp Bowl in forza ai Waves Sanremo. La vittoria del BEER BOWL 2019 nella prima partita della serata contro lo Union Team Iaafl con MVP della serata del W.R. D'Amore. La squadra è stata gestita in attacco da Matteo Spada e in difesa dal coach Guido Rossi che affiancherà lo staff nel campionato giovanile 2019.
A settembre 2019 i Broncos Faenza si staccano consensualmente dai Titans Romagna e ritornano come compagine singola. Alla squadra si aggiungono Francesco Ghirotti come allenatore in difesa, assieme a Fabrizio Amadori come Lb Assistant e a Eric Paci come Defensive Coordinator.
Nel gennaio 2020 nascono i Romagna Roosters, progetto che coinvolge i Broncos Faenza e i Chiefs Ravenna. Dopo la prima partita disputata in febbraio contro gli ex compagni di team dei Titans Romagna, il campionato viene sospeso causa pandemia COVID-19 che bloccherà ogni attività per il resto della stagione.
I Roosters riprendono l'attività a luglio 2020 in vista dei Mediterranean Cup 2020 di Marina di Ravenna. Durante il torneo si scontrano con il Team Europe, sconfitto 36-0, e in finale trovano i Mustangs Mantova, sconfitti 44-12, laureandosi così primi detentori della coppa del Mediterraneo.
Per la stagione 2021 la squadra viene inserita nel girone F assieme a Ravens Imola, Doves Bologna e Braves Bologna.
Nella stagione 2022 i Roosters si iscrivono al campionato CIF9 ed inseriti nel girone I. Viene reclutato nel coaching staff il campione NFL Kris Haines come quality coach e O.Cordinator. Sabato 23 luglio i Roosters Romagna battono 42 a 35 ai supplementari i Bengals Brescia, laureandosi campioni 2022 del CIF9.
Nel 2023 partecipano al Campionato di Seconda Divisione nel girone C, piazzandosi al terzo posto nel girone e al settimo posto assoluto.

## Roster "Roosters Romagna" - 2020
| Roster dei Roosters Romagna (2020) |
| --- |
| Quarterback - - Alberto Mazzotti - - Davide Negretto Running Back - 32 Hakim Rezki - - Keoma Capitani - - Michele Mazzotti - - Giovanni Bartoli - - Luca Bezzi Wide Receiver - - Matteo d'Amore - - Andrea Bentini - - Paolo Comandini - - Emanuele Ghirotti - - Matteo Monti - - Lorenzo Fiumana - - Gabriele Ghirotti - - Enrico Borracci - - Christian Curci Tight End - - Alberto Mazzotti Offensive Linemen - 50 Ilario Cavaliere - 77 Piero Ricci - -- Luca Tronconi - - Emanuele Zillante - - Francesco Cicognani - - Stefano Ingrosso - 46 Giulio Nicolò - 46 Nicolo Biserni Defensive Linemen - - Alberto Rigon - - Marco Liverani - - Franco Bressan - - Enrico Casini - - Domenico Ricciardelli - - Carlo Nithaiah del Mar Pirazzini Linebacker - 15 Mattia Picocco - - Marco Morigi - - Edoardo Fugatti - - Jacopo Moroncelli - - Simone Treré - - Alessio Tumino Defensive Back - 11 Gianmarco Ragazzini - 25 Lorenzo Neri - 21 Filippo Tarroni - 37 Federico Chiarini - - Jacopo Orlati - - Davide Paolella Special Team Coaching staff - HC/DC Eric Paci - OC Michele Agnoletti - AC O Francesco Maini - AC D Stefano Ghirotti - AC Gabriele Ghirotti |

## Dettaglio stagioni

### Tornei nazionali

#### Italy 9 Championship/Spring League
A seguito dell'ingresso di FIDAF nel CONI questi tornei - pur essendo del massimo livello della loro federazione - non sono considerati ufficiali.
| Stagione | regular season | regular season | regular season | regular season | regular season | regular season | playoff | playoff | playoff | playoff | playoff | playoff    | playoff       |
|          | Vin            | Par            | Per            | Tot            | PF             | PS             | Vin     | Per     | Tot     | PF      | PS      | risultato  | avversaria    |
| -------- | -------------- | -------------- | -------------- | -------------- | -------------- | -------------- | ------- | ------- | ------- | ------- | ------- | ---------- | ------------- |
| 2015     | 3              | 0              | 1              | 4              | 117            | 44             | 0       | 1       | 1       | 3       | 54      | Semifinale | Rams Milano   |
| 2016     | 4              | 0              | 0              | 4              | 119            | 49             | 0       | 1       | 1       | 24      | 36      | Semifinale | Bobcats Parma |
| Totale   | 7              | 0              | 7              | 14             | 261            | 359            | 0       | 3       | 3       | 40      | 144     |            |               |

#### CIF9
| Stagione | Regular season | Regular season | Regular season | Regular season | Regular season | Regular season | Playoff | Playoff | Playoff | Playoff | Playoff | Playoff              | Playoff         |
|          | Vin            | Par            | Per            | Tot            | PF             | PS             | Vin     | Per     | Tot     | PF      | PS      | risultato            | avversaria      |
| -------- | -------------- | -------------- | -------------- | -------------- | -------------- | -------------- | ------- | ------- | ------- | ------- | ------- | -------------------- | --------------- |
| 2020     | 1              | 0              | 0              | 1              | 33             | 26             | -       | -       | -       | -       | -       | -                    | -               |
| 2021     | 4              | 0              | 0              | 4              | 148            | 25             | 0       | 1       | 1       | 24      | 29      | Quarti di conference | Trappers Cecina |
| 2022     | 4              | 0              | 0              | 4              | 95             | 50             | 4       | 0       | 4       | 162     | 106     | Campioni             | Brescia Bengals |
| Totale   | 9              | 0              | 0              | 9              | 276            | 101            | 4       | 1       | 1       | 186     | 135     |                      |                 |

Fonte: Enciclopedia del Football - A cura di Roberto Mezzetti

### Altri tornei

#### Niballo Bowl
| Stagione | regular season | regular season | regular season | regular season | regular season | regular season | playoff | playoff | playoff | playoff | playoff | playoff   | playoff              |
|          | Vin            | Par            | Per            | Tot            | PF             | PS             | Vin     | Per     | Tot     | PF      | PS      | risultato | avversaria           |
| -------- | -------------- | -------------- | -------------- | -------------- | -------------- | -------------- | ------- | ------- | ------- | ------- | ------- | --------- | -------------------- |
| 2015     | -              | -              | -              | -              | -              | -              | 1       | 0       | 1       | 33      | 20      | Campioni  | Buccaneers Comacchio |
| 2016     | -              | -              | -              | -              | -              | -              | 0       | 1       | 1       | 12      | 20      | Secondi   | Buccaneers Comacchio |
| Totale   | -              | -              | -              | -              | -              | -              | 1       | 1       | 2       | 45      | 40      |           |                      |

Fonte: Enciclopedia del Football

#### Trepponti Bowl
| Stagione | regular season | regular season | regular season | regular season | regular season | regular season | playoff | playoff | playoff | playoff | playoff | playoff   | playoff              |
|          | Vin            | Par            | Per            | Tot            | PF             | PS             | Vin     | Per     | Tot     | PF      | PS      | risultato | avversaria           |
| -------- | -------------- | -------------- | -------------- | -------------- | -------------- | -------------- | ------- | ------- | ------- | ------- | ------- | --------- | -------------------- |
| 2015     | -              | -              | -              | -              | -              | -              | 1       | 0       | 1       | 16      | 0       | Campioni  | Buccaneers Comacchio |
| 2016     | -              | -              | -              | -              | -              | -              | 0       | 1       | 1       | 0       | 12      | Secondi   | Buccaneers Comacchio |
| Totale   | -              | -              | -              | -              | -              | -              | 1       | 1       | 2       | 16      | 12      |           |                      |

Fonte: Enciclopedia del Football

#### Weekend Italo-Corso
| Stagione | regular season | regular season | regular season | regular season | regular season | regular season | playoff | playoff | playoff | playoff | playoff | playoff   | playoff             |
|          | Vin            | Par            | Per            | Tot            | PF             | PS             | Vin     | Per     | Tot     | PF      | PS      | risultato | avversaria          |
| -------- | -------------- | -------------- | -------------- | -------------- | -------------- | -------------- | ------- | ------- | ------- | ------- | ------- | --------- | ------------------- |
| 2016     | -              | -              | -              | -              | -              | -              | 0       | 1       | 1       | 0       | 38      | Secondi   | I Guerrieri Aiacciu |
| Totale   | -              | -              | -              | -              | -              | -              | 0       | 1       | 1       | 0       | 38      |           |                     |

Fonte: Enciclopedia del Football

#### Beer Bowl 2019 - Charity Bowl
| Stagione | regular season | regular season | regular season | regular season | regular season | regular season | playoff | playoff | playoff | playoff | playoff | playoff   | playoff          |
|          | Vin            | Par            | Per            | Tot            | PF             | PS             | Vin     | Per     | Tot     | PF      | PS      | risultato | avversaria       |
| -------- | -------------- | -------------- | -------------- | -------------- | -------------- | -------------- | ------- | ------- | ------- | ------- | ------- | --------- | ---------------- |
| 2019     | -              | -              | -              | -              | -              | -              | 1       | 0       | 1       | 22      | 0       | Campioni  | IAAFL Union Team |
| Totale   | -              | -              | -              | -              | -              | -              | 1       | 0       | 1       | 22      | 0       |           |                  |

#### Mediterranean Cup
| Stagione | regular season | regular season | regular season | regular season | regular season | regular season | playoff | playoff | playoff | playoff | playoff | playoff   | playoff          |
|          | Vin            | Par            | Per            | Tot            | PF             | PS             | Vin     | Per     | Tot     | PF      | PS      | risultato | avversaria       |
| -------- | -------------- | -------------- | -------------- | -------------- | -------------- | -------------- | ------- | ------- | ------- | ------- | ------- | --------- | ---------------- |
| 2020     | 2              | -              | -              | -              | -              | -              | 2       | 0       | 2       | 80      | 12      | Campioni  | Mustangs Mantova |
| Totale   | -              | -              | -              | -              | -              | -              | 2       | 0       | 2       | 80      | 12      |           |                  |

### Riepilogo fasi finali disputate
| Anno | Luogo  | Evento               | Fase del torneo | Incontro                       | Risultato |
| 2015 | Milano | Italy 9 Championship | Semifinali      | Rams Milano - Broncos Faenza   | 54 - 3    |
| 2016 | Faenza | Spring League        | Semifinali      | Broncos Faenza - Bobcats Parma | 24 - 36   |